# 中田站 (青森县)
中田站（日语：／ Nakata eki */?）位于青森县津轻市森田町中田字米本，是东日本旅客铁道（JR東日本）管辖的五能线上的鐵路車站。

## 历史
- 1956年11月30日 - 车站投入运营[1]。
- 1987年4月1日 - 国铁分割民营化后成为JR东日本车站。

## 车站结构
侧式站台1台1线的地上车站。五所川原站管理的无人车站。
站台上有简易候车屋。晴朗的时候可以远眺岩木山和八甲田山。
车站位于津轻市与北津轻郡鶴田町的边界附近，周围皆为农田。

## 相鄰車站
東日本旅客鐵道
■五能線
□快速
通过
■普通
陆奥森田－中田－木造